# THE KEY PROJECT
THE KEY PROJECT（ザ・キー・プロジェクト）は日本のロックバンドである。
2005年9月にNIGHT HAWKSの工藤哲也、BARBEE BOYSのENRIQUE、元BOWWOW、アン・ルイスバンドの八重樫浩により結成された。

## メンバー
- 工藤哲也（ボーカル、ドラムス）
- ENRIQUE（ボーカル、ベース）
- 八重樫浩（ボーカル、ギター）

### 元メンバー
- 永川トシオ（キーボード：サポート）

## プロフィール
- 2005年9月　結成
- 2006年　現在のメンバー編成となる

## ディスコグラフィー

### スタジオ・アルバム
|     | タイトル          | リリース日 | レーベル                  | CDコード  | 備考  |
| 1st | KEY YOUR ROCK UP! | 2008/07/23 | Starman Records           | DDCS-4024 | [ 1 ] |
| 2nd | K.E.Y.            | 2010/12/01 | YOUNG RECORDS/Reve Tracks | RV-28034  | [ 2 ] |
| 3rd | BACK THE DEMON    | 2013/09/14 | YOUNG RECORDS             | YG-25037  |       |

### ミニ・アルバム
|     | タイトル      | リリース日 | レーベル         | CDコード | 備考  |
| 1st | THE KEY POINT | 2007/01/10 | PLUS ONE RECORDS | POR-2602 | [ 3 ] |

### シングル
|     | タイトル | リリース日 | レーベル         | CDコード | 備考 |
| 1st | HIP HOP? |            | PLUS ONE RECORDS |          |      |